# Efekt kabiny pogłosowej
Efekt kabiny pogłosowej (ang. echo chamber) – efekt, w którym członkowie środowiska lub ekosystemu są wystawieni na przekonania, które wzmacniają ich wcześniejsze przekonania poprzez komunikację i powtarzanie informacji wewnątrz zamkniętego systemu. Efekt pozwala na rozpowszechnianie istniejących poglądów bez natrafiania na poglądy przeciwne, co może prowadzić do powstania efektu potwierdzenia. Efekt kabiny pogłosowej może zwiększać polaryzację polityczną i społeczną oraz ekstremizm. Uważa się, że w mediach społecznościowych efekt kabiny pogłosowej ogranicza możliwość zapoznania się z różnymi perspektywami, a także sprzyja i wzmacnia z góry przyjęte narracje i ideologie.
Termin ten nawiązuje do komory pogłosowej, w której dźwięki rozchodzą się w pustej obudowie.
Wielu naukowców zwraca uwagę na wpływ, jaki ten efekt może mieć na stanowiska i poglądy obywateli, a w szczególności na wynikające z tego konsekwencje polityczne, jednak niektóre badania sugerują, że efekt kabiny pogłosowej jest słabszy, niż się powszechnie uważa.